# Philadelphus microphyllus
Philadelphus microphyllus är en hortensiaväxtart som beskrevs av Asa Gray. Philadelphus microphyllus ingår i släktet schersminer, och familjen hortensiaväxter.

## Underarter
Arten delas in i följande underarter:
- P. m. argyrocalyx
- P. m. crinitus
- P. m. madrensis
- P. m. stramineus

## Bildgalleri

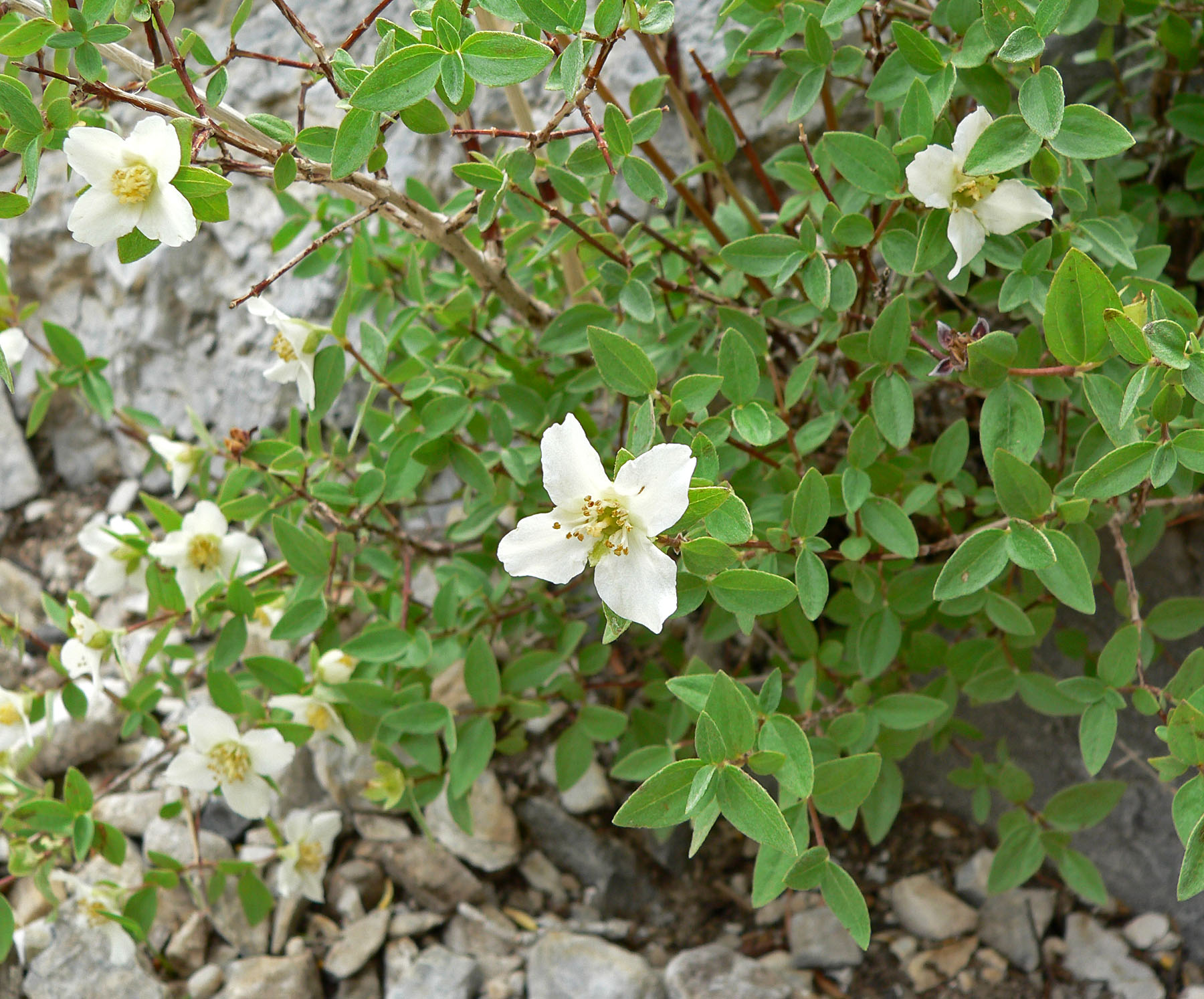
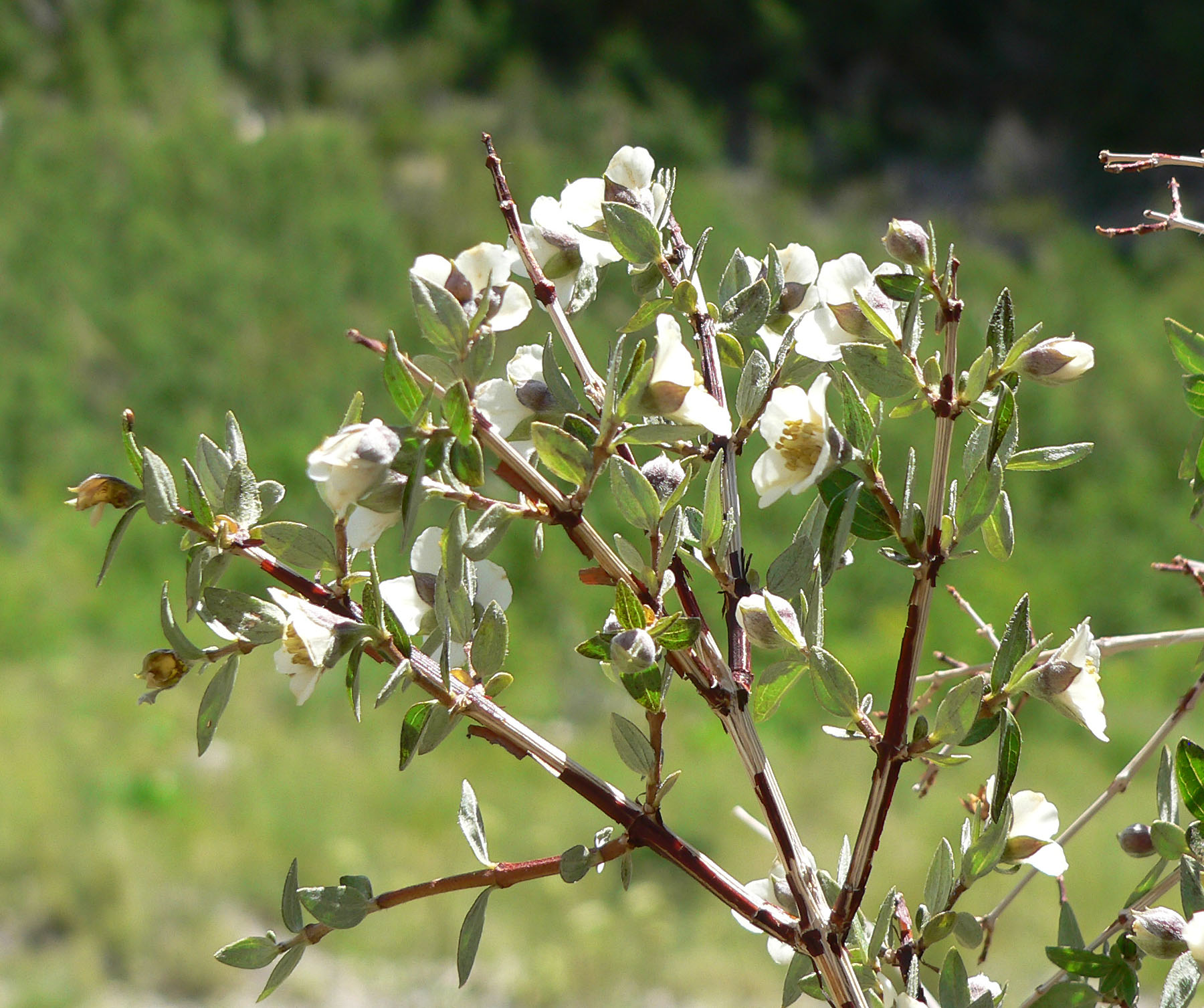
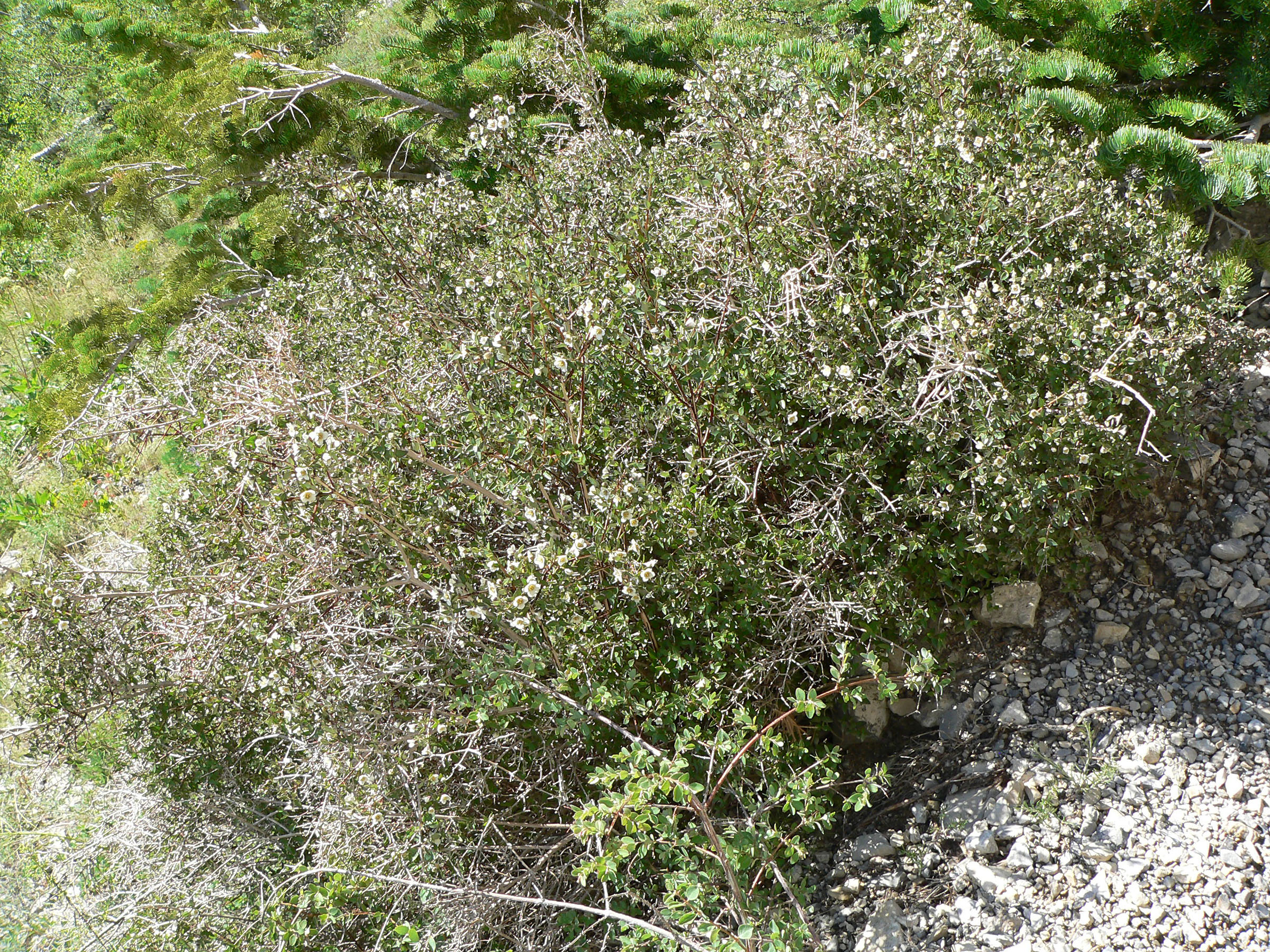
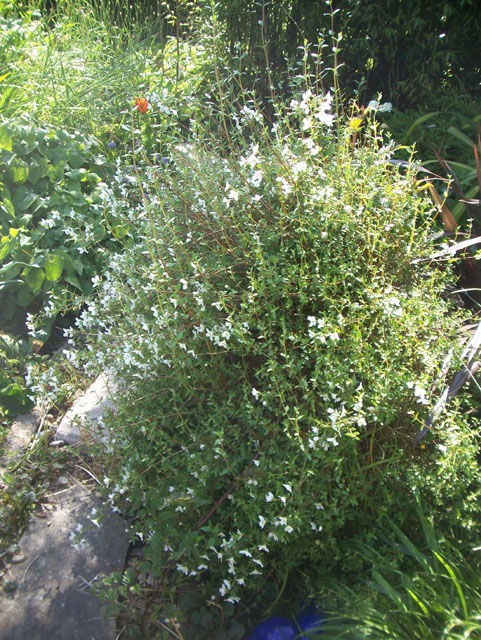
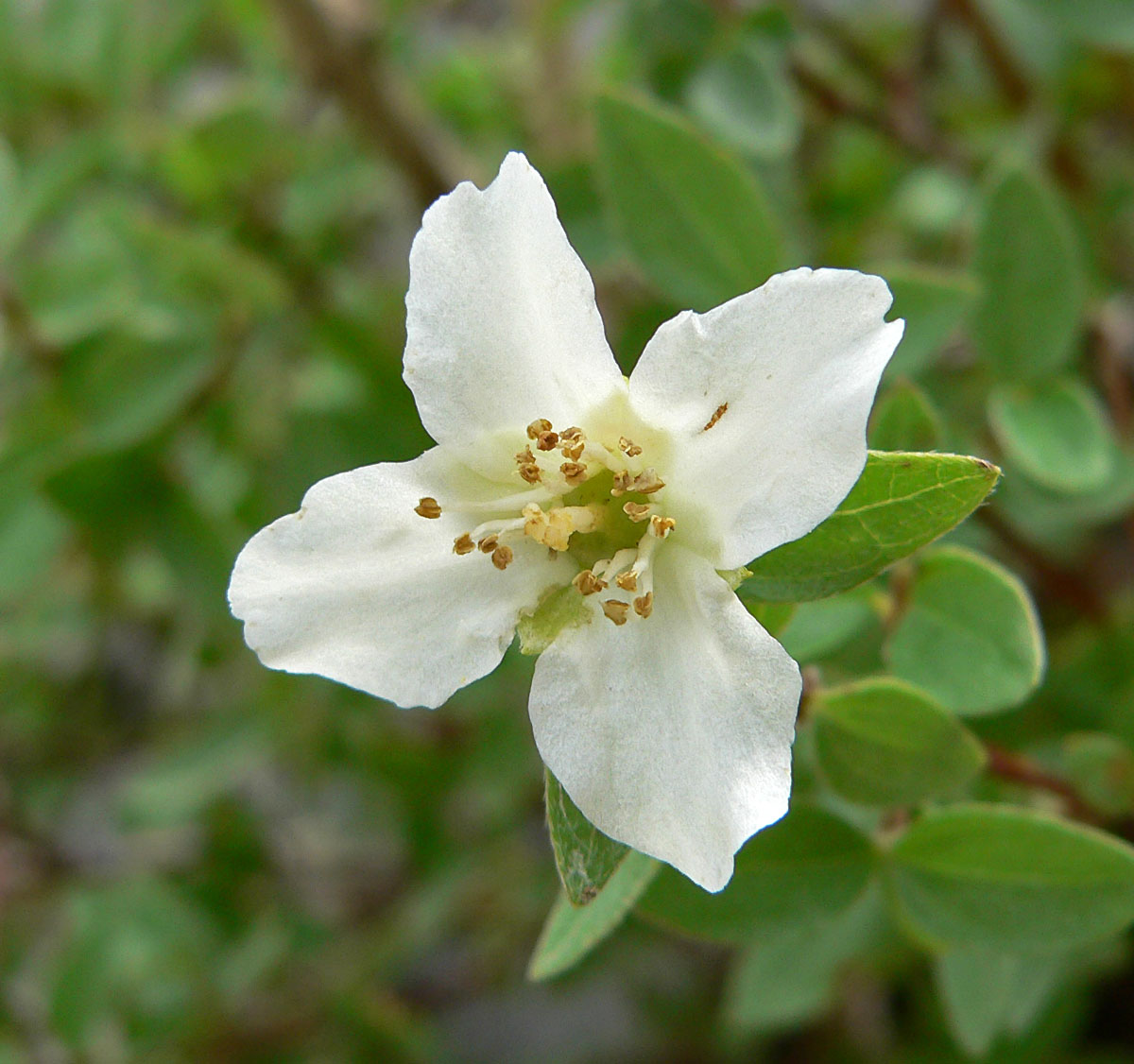
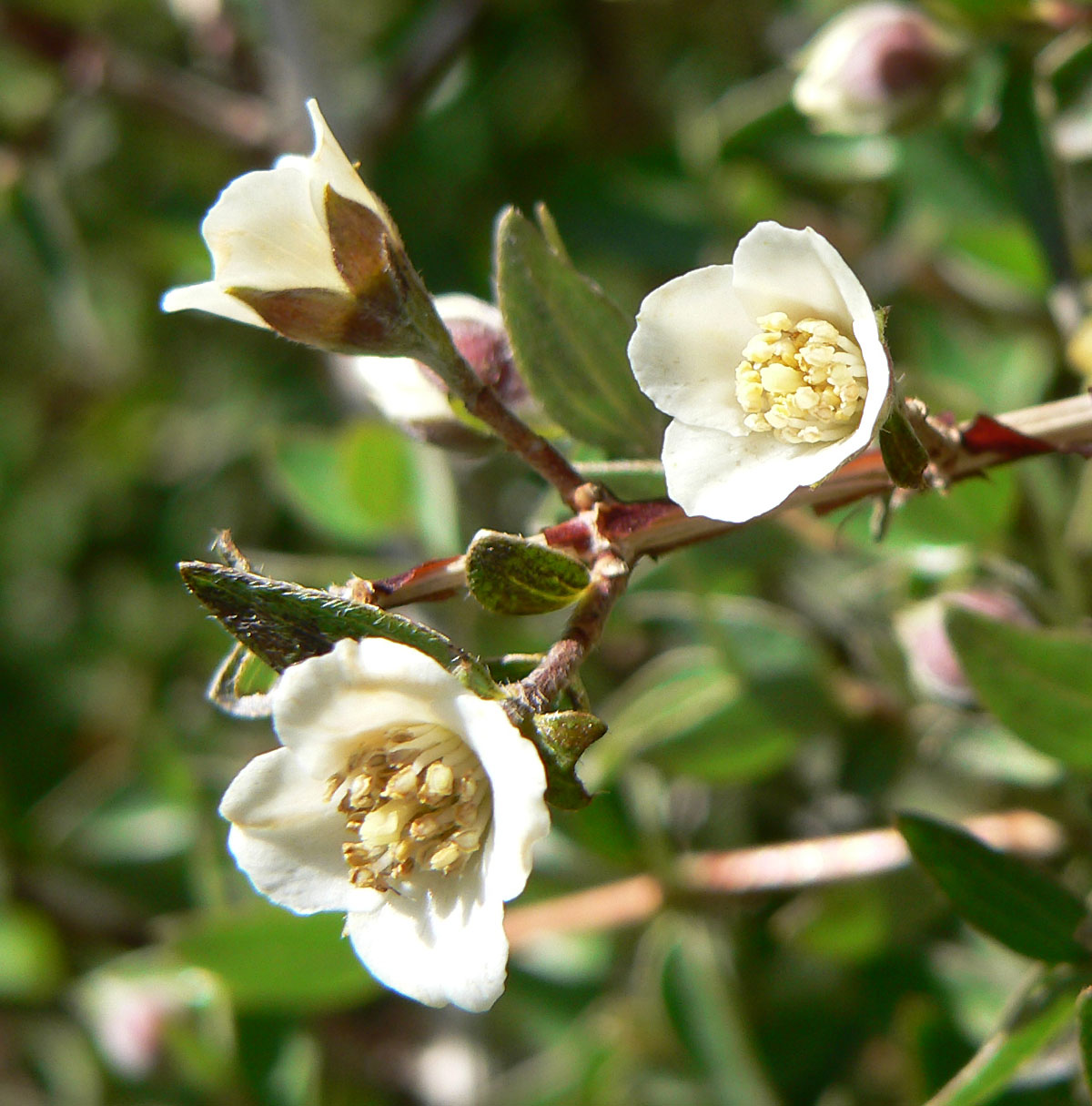